# Chu (država)
Chǔ (楚|楚)  je bilo kraljevstvo na području današnje srednje i južne Kine u Razdoblju proljeća i jeseni (722. – 481. pr. Kr.) i ci kod Chengpua. Chu je snagu očuvala i u Razdoblju zaraćenih država (481. – 221. pr. Kr.). Vladajuća dinastija je imala prezime mi (芈), i ime klana xiong 熊, te prvotno imala plemićki status zi, koji otprilike odgovara zapadnjačkom rangu nadvojvode ili bana.
Izvorno se zvala Jing (荆|荆)  potom kao Jingchu (荆|荆 楚|楚). Na vrhuncu moći, kraljevstvo Chu je držalo širok teritorij koji je pored Hubeija uključivao i današnje kineske pokrajine Hunan, Chongqing, Henan, Šangaj i dijelove Jiangsua. Glavni grad Chua je bio u Yingu (郢|郢), oko suvremenog Jingzhoua u pokrajini Hubei.

## Povijest
Područje Hubeija je nastanjivao drevni narod Chu, po kome je država i dobila ime. Njezini prvi vladari su bili plemići (zi) klana xiong (熊), povezani s istočnom dinastijom Chou. Naime, zemljište im je darovao sam kralj Cheng od Zhoua.
U povijesnom razdoblju Proljeća i Jeseni, Kraljevstvo Chu se istaklo sposobnošću aneksije manjih država, pa je s vremenom počela ugrožavati druge kineske države na sjeveru. Pohod Chua je privremeno zaustavljen u velikoj bitci kod Chengpua. Chu je snagu očuvala i u razdoblju Zaraćenih država, ali joj je u 4. stoljeću pr. Kr. moć počela slabiti. Godine 223. pr. Kr. je kao posljednja država pala pod vlast države Qin, čime je konačno ujedinjeno Kinesko Carstvo.